# Erbmänner

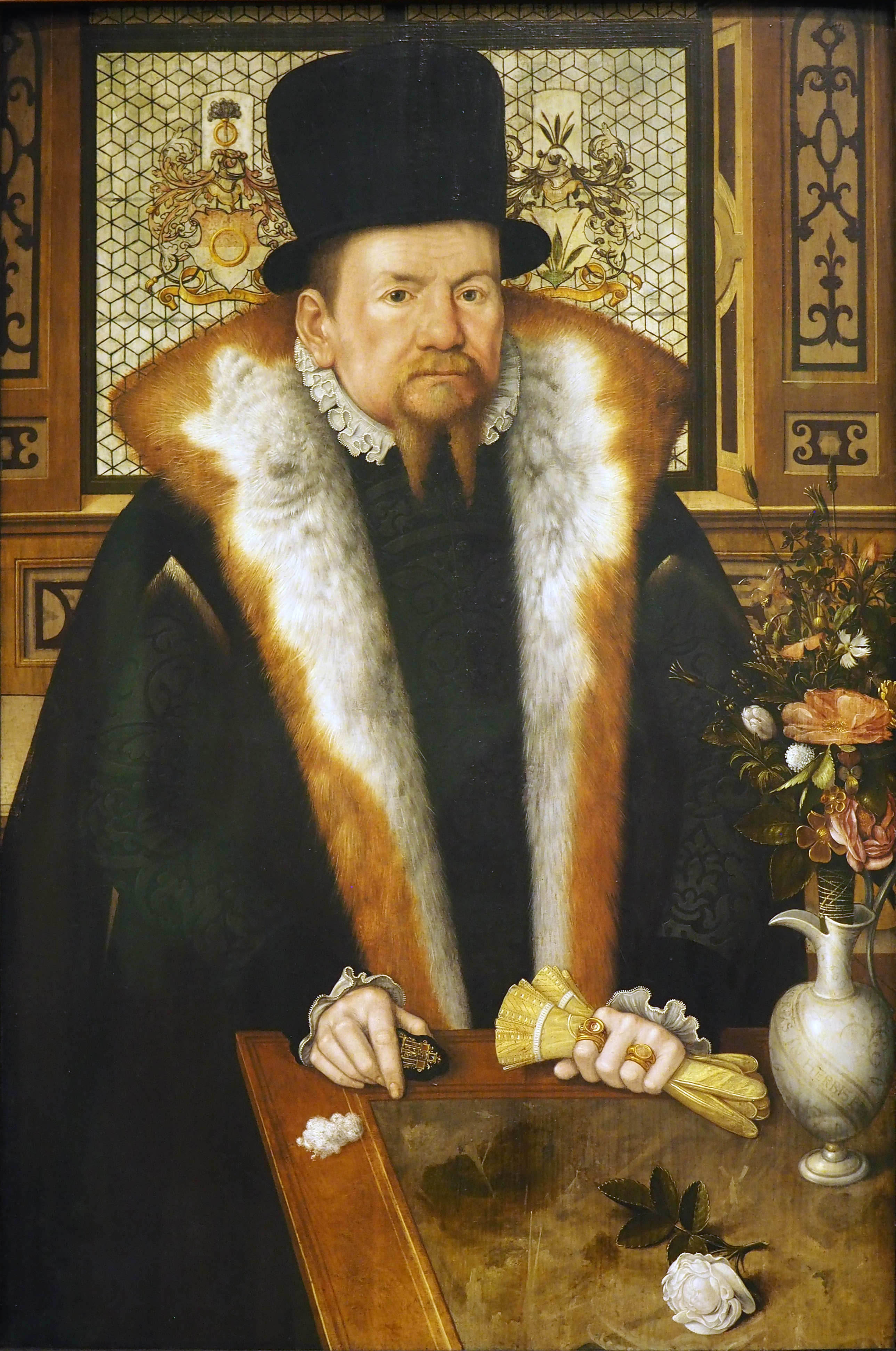
Bild eines wohlhabenden Patriziers (1569) von Ludger tom Ring

Die Erbmänner waren der Stadtadel, das Patriziat in Stadt und Hochstift Münster.  Im Erbmännerstreit, der wegen seiner enormen Dauer und seiner historischen Bedeutung als „einmalig“ bezeichnet wird, verteidigten die Erbmännerfamilien, von denen nicht wenige ritterbürtig waren, erfolgreich ihre rechtliche Gleichstellung mit dem Landadel.

## Bedeutung der Erbmännerfamilien
Die Schicht der Erbmänner hatte sich – anfangs parallel zur Stifts-Ministeriabilität – schon im 12. Jahrhundert im Gefolge der Bischöfe von Münster gebildet und über Jahrhunderte als „Bürger erster Klasse“ bei der Stadtverteidigung und als Ratsmitglieder hervorgetan. Spätestens seit dem 15. Jahrhundert galten sie gemeinhin als adelig. Die ab dem 15. Jahrhundert im Volksmund „Erbmänner“ genannten stellten die Mitglieder des Schöffenskollegiums, den späteren Stadtrat, die Bürgermeister und den Stadtrichter. Alhard I. von Deckenbrock war darüber hinaus Freigraf in der Umgebung von Münster. Die Erbmänner bildeten einen exklusiven Kreis von Patriziern im Reich. Es ist kein Fall belegt, in dem eine Familie aus der münsterschen Bürgerschaft in den Kreis der Erbmänner nachträglich aufgenommen worden wäre. Einziger „Neuzugang“ im 14. Jahrhundert war die Familie von Drolshagen, die bis dahin der hessischen Ritterschaft angehörte. Bedeutende Erbmännerfamilien sind die noch blühenden Bischopinck, Droste zu Hülshoff, Kerckerinck, beziehungsweise waren die erloschenen v. der Tinnen, v. der Wieck, Clevorn, Cleyhorst, Schenckin(g)ck, Stevenin(g)ck, Travelmann und Warendorp. Ferner zählten die Belholt, Dusaes, Grael, Kneiling, Rode, Tilbeck, Medefort, Emesbroke, Voghet, v. Bocholt und v. Jüdefeld u. a. zu den Erbmännern. Nach den meisten Erbmännerfamilien sind in Münster Straßen benannt. Die Erbmännerfamilien Warendorp und Travelmann spielten schon im 14. Jahrhundert in der gesamten Hanse, insbesondere auch als Bürgermeister von Lübeck, eine bedeutende Rolle.
Die Erbmänner heirateten fast nur untereinander, was später zu ihrem Niedergang beitrug. Ehen mit Angehörigen der Familien des Stiftsadels, auch mit Dynastengeschlechtern, kamen ebenfalls vor, Eheschließungen mit „gemeinen“ Bürgern jedoch nicht. Im Rahmen der Hanse waren Erbmänner im Fernhandel aktiv und erwarben auf diese Weise großen Reichtum. Nur ihre Repräsentanten vertraten Münster als „Vorort“ des westfälischen Hansequartiers mit seinen anderen Städten auf den Hansetagen. Sie müssen zur „Kaufmannsoligarchie der hansischen Frühzeit“ gerechnet werden. Daneben taten Erbmänner als Ritter und adelige Burgmannen auf den Landesfestungen Dienst, so die Kerckerinck in Horstmar und die Bischopinck in Telgte und Ahlen, wo auch die Droste zu Hülshoff dieses Amt bekleideten.

## Vermögen und Besitzungen
Bereits im 11. Jahrhundert besaßen die edelfreien Deckenbrock/Droste zu Hülshoff u. a. ihren gleichnamigen Oberhof (Mark) in Everswinkel. Auch ihr in der Stadt erworbenes Vermögen legten die Erbmänner in Grundbesitz und Renten an. Im 13. Jahrhundert erwarb die Familie Kerckerinck Haus Stapel. Im 14. Jahrhundert waren die adeligen Häuser Brock, Kaldenhof, Lütkenbeck, Markenbeck, Ruhr, Stevern, Vögeding und Wilkinghege erbmännischer Besitz. Die Häuser bzw. Güter Alvinghoff, Amelsbüren, Haus Borg (Rinkerode), Bevern, Brückhausen, Ebbeling, Burg Hülshoff, Maser, Nysing, Rike, Kerkernitz, Cleyhorst, Bischopink, Aldebrandink, Schevenik, Tilbeck, Wyk Sentmaring, Soest, Sunger, Uhlenbrock, Getter, Handorf, Osthoff bei Dülmen, Hacklenburg, Enckinckmühle, Telgte, Uhlenbrock und Möllenbeck u. a. kamen später hinzu. Fast alle erbmännischen Wasserburgen lagen nur einen Halbtagesritt von Münster entfernt. Die Besitzgeschichte der Erbmänner ist sehr schlecht erforscht. Der tatsächliche Immobilienbesitz war sicherlich weit größer und übertraf in manchen Fällen den von Familien der Ritterschaft. Aber gerade ihr Reichtum wurde den Erbmännern durch die Ritterschaft vorgehalten, weil er aus der Beteiligung am Fernhandel stammte, einer Erwerbstätigkeit, die später als mit der adeligen Ehre nicht vereinbar galt. Auch für den Landadel war der Erwerb von Immobilien in der Stadt Münster so attraktiv, dass der Bischof als Landesherr ihm im 15. Jahrhundert den Erwerb des Bürgerrechts untersagte. So hatten die Erbmänner auch in der Stadt Münster repräsentative feste Häuser, die Erbmännerhöfe. Diese unterschieden sich architektonisch von den Häusern der Bürger und dienten deshalb während der Verhandlungen zum Westfälischen Frieden den Gesandten als Quartiere. So wohnte damals z. B. im Stadthof der Droste zu Hülshoff am Alten Steinweg 30 der Gesandte des Hauses Österreich, Georg Ulrich Graf von Wolkenstein-Rodenegg und im Hof des „Junkers“  Bernd Warendorp – ebenfalls am Alten Steinweg – der Gesandte des Pfalzgrafen Wolfgang Wilhelm von Neuburg und Herzogs von Jülich-Berg.

## Ständische Stellung

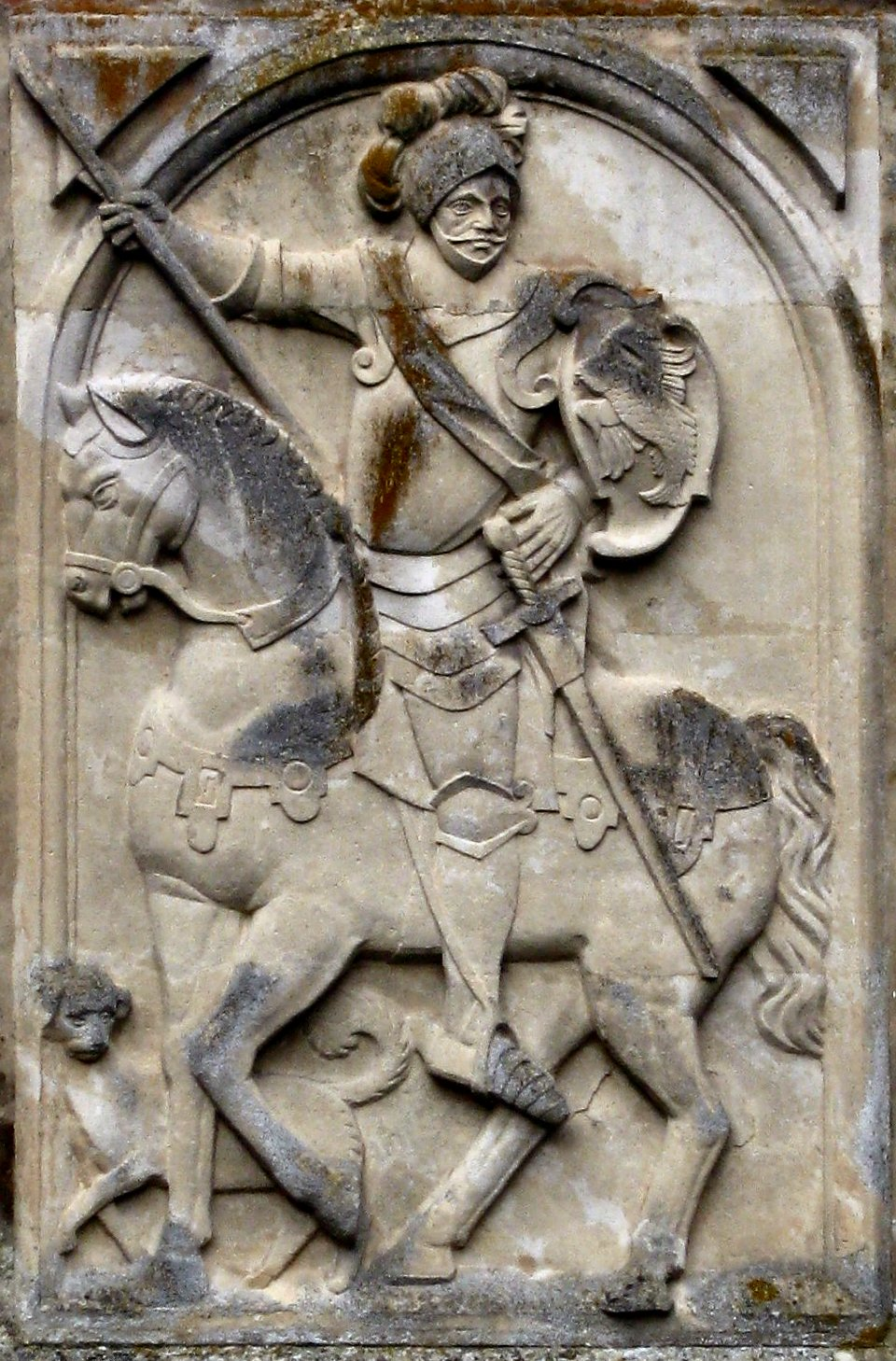
Heinrich I. von Droste zu Hülshoff (1500–1570), Reiterrelief Burg Hülshoff

Die Erbmänner galten spätestens seit dem 15. Jahrhundert allgemein als adelig und gehören somit zum Uradel. Erbmänner wurden Domherren in Münster, Osnabrück, Hildesheim und Bremen; die Schenckinck und von der Tinnen wurden bei den baltischen Ritterschaften aufgeschworen. Die ursprünglichen Standesverhältnisse der Erbmännerfamilien lassen sich nicht in jedem Falle bestimmen. Für nicht wenige der bekannteren Erbmännerfamilien ist die ministeriale und damit uradelige Herkunft gesichert, so für die Kerckerinck, die Droste zu Hülshoff als ursprünglich edelfreies Geschlecht, Bock, Rodeleven u. a. Als Nachfahren der villici, der Verwalter des Bispinghofes in Münster (ursprünglich Bischopinkhof), muss man auch die bereits 1092 urkundlich erwähnten Bischopinck zu den uradeligen Erbmännerfamilien rechnen. Im Mittelalter hatten die Erbmänner ungehinderten Zugang zum Domkapitel – dem eigentlichen Machtzentrum im Hochstift Münster –, z. B. Mitglieder der Familien Kerckerinck (z. B. 1277 bis 1300 Albert Kerckerinck) und der mit Dynastengeschlechtern verwandten Droste zu Hülshoff, die sogar schon 1147 mit Everwin Droste, erblich ab Engelbert von Deckenbrock (* vor 1266; † 1298) das Amt des Drosten des Domkapitels bekleideten und noch im 15. Jahrhundert zwei Domherren stellten. Gottfried de Ryke (Rike) war von 1328 bis 1336 sogar Domdechant, der Erbmann Bernhard Travelmann zwischen 1354 und 1365 Domherr. Johannes von Warendorf war im 14./15. Jahrhundert Dombursar. Noch Erbmann Wilhelm von Schencking (1555–1585) war Domherr in Münster, wurde dann Domdechant und sogar Fürstbischof von Osnabrück. Der Erbmann Johann v. Bischopinck zu Nünning erhielt am 5. Januar 1609 von Kaiser Rudolph II. in Prag eine Reichsadelsbestätigung, da er „aus einem Geschlecht von Edlen“ stamme. Seine Nachfahren zählten zum litauisch/polnischen Adel (Bisping zu Strubnica und Massalany) und wurden mehrfach zu Adelsmarschällen gewählt. Erbmänner wie Heinrich II. und sein Sohn Bernhard III. von Droste-Hülshoff heirateten im 17. Jahrhundert Töchter aus der Ritterschaft. Am 20. Oktober 1710 wurde der Erbmann Johann Ludwig von Kerckerinck zu Stapel in den Reichsfreiherrnstand erhoben. Seine Frau Maria Sophia fand am 14. September 1712 Aufnahme im Sternkreuzorden.
Lediglich in ihrer Heimat, dem Hochstift Münster, wurde am Ende des 16. Jahrhunderts die Adelsqualität der Erbmänner im Kampf um die Pfründen des Domkapitels Münster angezweifelt. Die später im Domkapitel vertretenen nichterbmännischen Familien hatten ein verständliches Interesse daran, den Kreis der Zugangsberechtigten möglichst klein zu halten. So stieg die Chance, die eigenen nachgeborenen Söhne standesgemäß versorgen zu können. Es wurde auch Mitgliedern auswärtiger Adelsfamilien der Zugang zum Domkapitel verwehrt mit dem Argument, man könne ihre Stiftsfähigkeit nicht überprüfen. So musste selbst der Sohn eines Fürsten Lobkowitz auf die Mitgliedschaft im münsterischen Domkapitel verzichten. Einige der nichterbmännischen Familien des Landadels hielten die Erbmännerfamilien nicht für stiftsfähig. Die Stiftsfähigkeit, d. h. das Recht in Domkapitel und Landtag Mitglied sein zu können, wurden den Erbmännern im Laufe des Erbmännerstreites jedoch wiederholt u. a. durch das Reichskammergericht bestätigt.

## Verlauf des Erbmännerstreits
Anders als in anderen Städten war der Erbmännerstreit nicht etwa ein Streit des Adels gegen den Aufstieg von „Bürgerlichen“ aus dem Handwerker- oder Händlerstand, sondern der Abwehrkampf uradeliger Patrizierfamilien gegen den Versuch der Ritterschaft, sie zum sozialen Abstieg zu zwingen. Hintergrund des nach ihnen benannten langwierigen Rechtsstreits war, dass sich das Domkapitel Münster im Jahre 1392 ein Statut gegeben hatte, worin es seinen mehr als hundertjährigen Brauch vom Papst bestätigen ließ, nur Abkömmlinge von adeligen Eltern aufzunehmen. Im Kampf um die lukrativen Präbenden des Domkapitels nutzte die vom Landadel dominierte Ritterschaft die Entmachtung der Stadt durch den Bischof sowie die Vernichtung der Archive in der Stadt nach dem Täuferreich von Münster, um den Erbmännern den Adel abzusprechen, obwohl einige davon bereits vor und auch nach der o. g. Entscheidung im Domkapitel vertreten gewesen waren. Danach spielte sich die Besetzung der Stifts-Kapitel in Westfalen (und im Alten Reich) durch nichterbmännische Adlige und „Ritterbürtige“ ein, jeweils mit Billigung von Kaiser und Papst. Die münsterschen Erbmänner als einflussreiche Stadtbürger gedachten aber Mitte des 16. Jahrhunderts, kraft teils ritterschaftlicher Herkunft, Bildung und Besitz an den Privilegien der (welt-)kirchlichen Stifte (weiterhin) teilzunehmen. Das St.-Paulus-Stift des münsterschen Domkapitels war eines der reichsten: Es stellte die „größte Vermögensmasse“ im Hochstift Münster dar und seine Domherren-Pfründen waren entsprechend hoch dotiert und dienten jahrhundertelang der „standesgemäßen“ Versorgung unverheirateter Adeliger.
Der münsteraner Erbmann Johann von Schenckinck erreichte 1557, als sämtliche noch existierenden Erbmännerfamilien längst auf ihren Rittergütern lebten, tatsächlich eine päpstliche „Präsentation“ auf ein solches münstersches Domkanonikat, stieß jedoch auf den Protest des aus der ländlichen Ritterschaft zusammengesetzten Domkapitels (im Gegensatz dazu wurde ein jüngerer Verwandter von Johann, Wilhelm von Schencking später noch Domherr in Münster und sogar Domdechant und gewählter Bischof in Osnabrück). Das Domkapitel und die in ihm vertretenen Stände klagten 1597 beim Reichskammergericht in Speyer gegen diese „unanständige“ Besetzung mit Johann, verloren aber gegen die Erbmänner – nach vielem Hin und Her – schließlich durch kaiserlichen Rechtsspruch. Der Prozess dauerte – mit Revisionen und Gegenklagen – rund zwei Jahrhunderte.
Die Erbmännerfamilien Kerckerinck waren von Anfang an Mitführer der Prozessgemeinschaft. Bertold Kerckerinck (zu Giesking) und Johann Kerckerinck (zur Borg) vertraten 1597 mit elf anderen Familien (darunter Schenckinck sowie Droste zu Hülshoff) den Prozess erfolgreich gegen Ritterschaft und Stift, nachdem die römische Rota 1573 zwar erneut zu ihren Gunsten entschieden hatte, die Gegenseite aber nicht nachgeben wollte und Revision verlangte. 1607 mussten die Erbmänner ihrerseits erneut klagen und auch der Dreißigjährige Krieg (1618–1648) brachte den Streit nicht zum Erliegen. 1681 ging es wieder zur Sache und am 30. Oktober 1685 entschied das Reichskammergericht zu Speyer nach 88 Jahren allein vor dieser Instanz erneut zugunsten der Erbmänner. Jedoch gingen ihre Gegner dagegen in Revision. Um die dennoch mögliche vorläufige Vollstreckung des Urteils zu erreichen, verpfändeten zur Sicherheitsleistung 1686 zwölf Erbmänner alle ihre Güter für den Fall des Unterliegens. Die Revision des „Kurfürstlichen Kollegiums“ wurde schließlich 1707/1708 auf dem Reichstag zu Regensburg behandelt, allerdings ohne Ergebnis, sodass Kaiser Joseph I. als höchstrichterliche Instanz am 19. Dezember 1709 in Wien die Sache vorgelegt bekam und am 10. Januar 1710 – unter Mitwirkung von Prinz Eugen – endgültig zugunsten der Erbmänner entschied und schon am 25. Juni 1710 Jobst Stephan von Kerckerinck zur Borg in den Stand des Reichsfreiherrn erhob. Dabei wurde z. B. die Familie Droste zu Hülshoff auch innerhalb des Stiftsadels unterstützt durch die Familien von der Horst, Plettenberg, Droste zu Vischering, von der Recke-Steinfurt, Bevern, Dummstoff, Beverförde zu Werries, Nagel, Ascheberg, Ketteler, Valcke und Mallinckrodt. Der Kaiser wies den neuen König in Preußen, Friedrich I., unter Androhung der Reichsacht an, für die Vollstreckung des Urteils zu sorgen. Erst als zwei preußische Regimenter Richtung Münster marschierten, war die Ritterschaft bereit, die Anerkennung der Erbmänner als stiftsfähig und ritterbürtig zu akzeptieren. Trotz des Sieges der Erbmänner stellte der Stiftsadel für die Aufschwörung ihnen – entgegen der Kostenteilung, welche das Reichskammergericht entschieden hatte – die Bedingung, dass die Erbmänner die Kosten vollständig übernehmen mussten.

## Historische Bedeutung des Erbmännerstreits
Der Prozess, der in der historischen Rechtsliteratur sowohl hinsichtlich seines Inhalts als auch seiner zeitlichen Länge als „einmalig“ bezeichnet wird, ist voll von interessanten Details aus den damaligen Zeitläuften (Dreißigjähriger und Spanischer Erbfolgekrieg, Papst- und Kaiserwechsel usw.). Er gibt Einblick in die damaligen Rechtswege und das Bemühen des „Alten Reichs“ um loyale Gerichtsurteile, zeigt aber auch die Probleme bei deren tatsächlicher Durchsetzung auf, gespiegelt an der Auseinandersetzung zwischen dem adeligen städtischen Patriziat und der durch die Landesherren nach der Reformation gestärkten Ritterschaft. Das zuständige Reichskammergericht in Speyer ging im Mai 1689 infolge der französischen Einfälle in Flammen auf, arbeitete dann aber ab Mai 1693 in Wetzlar weiter. Die Prozessakten überstanden den Umzug, nicht aber das „Münstersche Bürgerbuch“, das auch heute noch von Interesse wäre.
Die Delegationen der Erbmänner (vor allem Kerckerinck und von der Tinnen), die von den Erbmänner-Familien „gesponsert“ wurden, reisten im Verlauf des Prozesses des Öfteren nach Rom zum Papst, zum Reichstag nach Regensburg oder direkt zum Kaiser nach Wien, aber auch an die Höfe nach Mainz, Berlin und Düsseldorf. Bernhard III. von Droste-Hülshoff (1634–1700) musste, weil der Prozess verschleppt wurde, 1661 selbst beim Reichskammergericht in Speyer die Sache vorantreiben. Beide Seiten waren mit viel Einflüsterungen und Intrigen am Werk; neben Bargeld sollen „westphälische Schincken“ dabei auch eine gewisse Rolle gespielt haben. In der Endphase des Verfahrens war Johann Ludwig von Kerckerinck zu Stapel (1671–1750) „der eifrigste Verfechter der Sache“ und hinterließ auch ein „Protokollbuch“ über die Zeit von 1685 bis 1709, das im Archiv Haus Stapel (bei Havixbeck nahe Münster) heute noch vorhanden ist. Er selbst konnte seinen „Sieg“ mit dem Einzug auch seines Enkels Johann Franz Kerckerinck ins Domkapitel im Jahre 1760 allerdings nicht mehr erleben. Der letzte Bevollmächtigte, Jakob Johann von der Tinnen, starb in Wien 1709 „in Verdruß, Mortification und justus dolor“.
Von den zwischenzeitlich etwa dreißig Erbmännerfamilien (dreizehn waren es zu Streitbeginn) konnten nur die Kerckerinck und die Droste zu Hülshoff noch am Erfolg teilhaben und mit jeweils vier Mitgliedern – bis zum Ende des Hochstifts Münster im Jahr 1806 – ins Domkapitel einziehen. 1717 fand bei der Ritterschaft des Hochstifts z. B. die Aufschwörung des Heinrich Johann I. Droste zu Hülshoff (1677–1739) als erstem Familienmitglied nach 150 Jahren statt. Mitglieder der Droste zu Hülshoff erreichten auch die hochdotierten Ämter des Dompropstes bzw. des Domdechanten. Die meisten anderen Erbmännerfamilien waren in der Zwischenzeit ausgestorben.
Mit dem Reichsdeputationshauptschluss (1803) und dem Ende des Alten Reichs (1806) wurden die Erbmänner-Privilegien dann ohnehin obsolet. Sie wirkten noch nach über das Testament des Erbmanns Rudolf von der Tinnen (1612–1702), dessen immer noch in Münster bestehende Stiftung vorzugsweise Geistliche und „verschämt arme“ Mitglieder aus diesen Familien fördern sollte.
Im deutschen Adel existieren noch die Freiherren Droste zu Hülshoff, die Freiherren von Kerckerinck zur Borg sowie die von Bischopinck. Die Jonkherren van der Wyck gehören dem niederländischen Adel an. Ferner gibt es bürgerliche Nachfahren der Clevorn, der Schenckinck (Schencking) und der Kerckerinck (Kerkerinck, Kerkering, Sprickmann Kerkerinck).
In Münster existiert seit dem 18. Jahrhundert die durch den namensgebenden Erbmann gegründete Stiftung Gottfried von der Tinnen, die ursprünglich eine Familienstiftung zugunsten der Nachkommen von Erbmännerfamilien war, die Geistliche werden wollten oder die verarmt waren. Im 20. Jahrhundert wurde sie in eine gemeinnützige Stiftung umgewandelt.